# جی. دبلیو. لاکت
جی. دبلیو. لاکت (انگلیسی: J. W. Lockett) بازیکن فوتبال آمریکایی است.